# Tauriac-de-Camarès
Tauriac-de-Camarès är en kommun i departementet Aveyron i regionen Occitanien i södra Frankrike. Kommunen ligger  i kantonen Camarès som ligger i arrondissementet Millau. År 2022 hade Tauriac-de-Camarès 35 invånare.

## Befolkningsutveckling
Antalet invånare i kommunen Tauriac-de-Camarès
Referens: INSEE